# Thomisus schultzei
Thomisus schultzei är en spindelart som beskrevs av Simon 1910. Thomisus schultzei ingår i släktet Thomisus och familjen krabbspindlar. Inga underarter finns listade i Catalogue of Life.